# Египет в составе Арабского халифата
Египет являлся частью Арабского халифата с 639 года, момента его завоевания Амром ибн аль-Асом, до завоевания его Фатимидами в 969 году, хотя де-факто стал независимым после прихода к власти династии Ихшидидов в 935 году.

## Хронология и основные события
- 639 — войско Амра ибн аль-Аса вступает в Египет.
- 640 — Амр ибн ал-Ас занимает Файйум, осаждает Гелиополь и Вавилон, ведёт переговоры с александрийским патриархом Киром. Основание Фустата.
- 641—642 — византийцы сдают Александрию. Арабы занимают Верхний Египет.
- 645 — византийцы пытаются вернуть Александрию атакой с моря.
- 646 — арабы вновь занимают Александрию.
- 658 — Омейяды устанавливают свой контроль над Египтом.
- 683—684 — Египет временно оказывается под контролем «антиомеййадского» халифа Абдаллаха ибн аз-Зубайра.
- 685 — Омейяды восстанавливают свой контроль над Египтом. Омеййадским наместником Египта назначается Абд ал-Азиз ибн Марван. Проведение административных реформ.
- 690 — катастрофическое наводнение. Временный перенос административного центра Египта из Фустата в Хелуан.
- 706 — арабский в Египте сделан официальным административным языком.
- 715 — оборудование «нилометра» на острове Ар-Рауда (в настоящее время в пределах городской черты Каира).
- 725—733 — коптское восстание.

## Тулуниды
- 868 — назначение Ахмада ибн Тулуна наместником Египта. При нём Египет становится фактически независимым владением.

- 868—905 — династия Тулунидов. Тулуниды — первая фактически независимая от халифата египетская династия, предшественница Ихшидов, названная по имени тюркского раба Тулуна, который был прислан саманидским правителем Бухары в подарок халифу аль-Ма’муну и успел добиться высокой придворной должности. В этой должности ему наследовал его сын Ахмед (855), который в 868 г. был назначен наместником Египта; там он скоро добился самостоятельности. В 878 г. халиф позволил ему включить в свои владения Сирию; обе провинции остались в руках династии Тулунидов до конца её существования (905). Члены династии: Ахмед (868—884), Хумаравейх (884—895), Джейш (895—896), его брат Харун (896—904), Шейбан ибн-Ахмед (904—905). Тулуниды славились своими общественными постройками и роскошью своей столицы Катай, лежавшей между Фустатом и позднейшим Каиром.
- 870 — неудачная попытка вторжения в Сирию со стороны Ибн Тулуна. Строительство новой столицы Египта, ал-Катаи`, недалеко от Фустата (в черте современного Каира).

Во время правления Ахмеда ибн Тулуна египетская экономика процветала. Сельскохозяйственное производство было на довольно высоком уровне, чему способствовали постоянные высокие разливы Нила. Другие отрасли, в частности, производство текстиля, также процветают. Во время своего правления, ибн Тулун утвердил автономию государства, не желая платить налоги правительству Аббасидов в Багдаде. Кроме того, он реформировал управление, сблизившись с торговым сообществом, а также измененил систему налогообложения. Во времена Тулунидов, были также реформирована сельскохозяйственная инфраструктура. Основным сектором производства, инвестиций и участия в торговле всего Средиземноморья, был текстиль.
- 905—935 — временная реставрация прямого правления Египтом аббасидскими халифами.
- 914 — первая (неудачная) попытка захвата Египта Фатимидами.

## Ихшиды
935—969 — династия Ихшидидов. Родоначальник её — ферганский тюрок Джуф (ум. 861), служивший в наёмном войске халифа аль-Мутасим Биллаха. Его сын Тугдж вошёл в милость у Хумаравейха, 2-го из Тулунидов и был назначен вали Дамаска и Тивериады. Сын Тугджа, Мухаммед, в 928 году получил от халифа аль-Муктадир Биллаха в управление город Рамла, а потом — Дамаск. В 935 году, при халифе ар-Ради Биллахе, он являлся вали Египта, Сирии, Месопотамии и северо-восточных городов Хиджаза. В 939 году он получил титул «Ихшид» (соб. «Акшид» = «князь князей», титул ферганского повелителя, к которому Мухаммед себя возводил). В 940 году халиф послал против заносчивого Ихшида войско. Перевес остался на стороне последнего, но тотчас же ему пришлось выдержать упорную борьбу с Сайф ад-Даулой, представителем возвысившейся шиитской династии Хамданидов (воцарилась в 937 году в Бадият-эль-Джазире). По миру 945 года Месопотамия и часть Сирии отошли к Хамданидам, а остальная часть Сирии — к Ихшидидам. В 945 году Мухаммед умер, и регентом при его малолетнем сыне Абу-ль-Касиме Унуджуре стал могущественный сподвижник его отца, негр-евнух Абу-ль-Миск Кафур, талантливый полководец, искусный и коварный политик. Султан скончался в 961 году. Та же участь постигла Абу-ль-Хасана Али, его брата и преемника. После смерти Али владетелем Египта и части Сирии признавался халиф аль-Мути Лиллах, а управлял ими Кафур. Его раздоры с опекаемыми и подготовили почву для прихода к власти династии Фатимидов, тем более, что тайные даи исмаилитов вели упорную пропаганду. В их сети попал даже сам Кафур. Вдобавок наступил голод, а карматы вторглись в Сирию. После смерти Кафура (968) Фатимид аль-Муизз Лидиниллах занял Египет почти без боя, а затем овладел Сирией. Сын Али — Абу-ль-Ахмед Фаварис — правил в 969 году; он умер в 987 году.

## Общая характеристика исторической динамики средневекового Египта
Несущая способность земли в средневековом Египте, по всей видимости, выросла заметно сильнее, чем численность его населения; при этом наблюдавшийся за этот период рост численности населения был многократно ниже аналогичного показателя для всех основных регионов Старого Света (за пределами Ближнего и Среднего Востока). Это было связано с некоторыми специфическими характеристиками политико-демографических циклов средневекового Египта; средневековые египетские политико-демографические циклы имели относительно небольшую (порядка 90 лет) продолжительность. В ходе непродолжительных средневековых египетских политико-демографических циклов население этой страны, как правило, не имело достаточно времени для того, чтобы в высокой степени заполнить экологическую нишу.
Политико-демографические коллапсы в средневековом Египте, как правило, происходили на уровне заметно ниже потолка несущей способности земли. Средневековый Египет страдал скорее от недонаселенности, чем перенаселенности; средневековое египетское население флуктуировало заметно ниже уровня потолка несущей способности земли, не выходя на этот потолок даже накануне политико-демографических коллапсов.